# Energia nucleare in Corea del Nord
In Corea del Nord si stavano costruendo due reattori ad acqua pesante pressurizzata (PHWR) a Kumho, finché nel novembre 2003 le operazioni non vennero sospese. Il 19 settembre 2005 il paese si è impegnato ad abbandonare la costruzione di armi nucleari e ha accettato le ispezioni internazionali in cambio di aiuti energetici, che potrebbero includere uno o più reattori ad acqua leggera. Nell'accordo si legge: "Le altre parti hanno espresso i propri punti di vista e hanno convenuto di discutere al momento opportuno l'argomento della fornitura di un reattore ad acqua leggera".
Si tratta comunque di una situazione particolare di carattere più militare-strategico che civile, in quanto ha subito pressioni internazionali, principalmente dagli USA, per spegnere i reattori già in funzione o sostituirli con altri meno esposti al pericolo di proliferazione ma recentemente ha perseguito nella sua scelta di sviluppare la tecnologia delle armi atomiche.

## Programma nucleare militare

### Armi nucleari
La Korean Central News Agency afferma che "gli Stati Uniti hanno a lungo posto minacce nucleari alla RPDC” e "gli Stati Uniti sono stati colti da una folle ambizione di abbattere la RPDC”, quindi "avevano bisogno di una contromisura”. La Corea del Nord è stata sospettata di mantenere un programma clandestino di sviluppo di armi nucleari fin dai primi anni '80, quando costruì un reattore nucleare Magnox di plutonio a Yongbyon. La comunità internazionale ha utilizzato vari mezzi diplomatici per tentare di limitare il programma nucleare della Corea del Nord alla produzione pacifica di energia e per incoraggiare la Corea del Nord a partecipare ai trattati internazionali.
Nel maggio del 1992, la prima ispezione dell'Agenzia internazionale per l'energia atomica (IAEA) in Corea del Nord ha scoperto discrepanze che suggerivano che il paese avesse riprocessato più plutonio di quanto dichiarato. L'IAEA ha richiesto l'accesso a ulteriori informazioni e l'accesso a due siti di scorie nucleari a Yongbyon. La Corea del Nord ha respinto la richiesta dell'IAEA e ha annunciato il 12 marzo 1993 l'intenzione di ritirarsi dal TNP. Nel 1994, la Corea del Nord si è impegnata, nell'ambito del quadro concordato con gli Stati Uniti (Agreed Framework), a congelare i suoi programmi di plutonio e a smantellare tutti i suoi programmi di armi nucleari in cambio della normalizzazione delle relazioni diplomatiche e di diversi tipi di assistenza, comprese le risorse per la fornitura di energia alternativa.
Nel 2002, gli Stati Uniti credevano che la Corea del Nord stesse perseguendo sia la tecnologia di arricchimento dell'uranio che le tecnologie di ritrattamento del plutonio a dispetto del quadro concordato con gli Stati Uniti (Agreed Framework). Secondo quanto riferito, la Corea del Nord ha detto ai diplomatici statunitensi, in privato, di essere in possesso di armi nucleari, citando come forza motivante i fallimenti americani nel sostenere la propria fine dell'Agreed Framework. La Corea del Nord ha in seguito "chiarito” che non possedesse ancora armi, ma che aveva "il diritto” di possederle, nonostante l'Agreed Framework. Alla fine del 2002 e inizi del 2003, la Corea del Nord ha iniziato a prendere provvedimenti per espellere gli ispettori dell'Agenzia internazionale per l'energia atomica mentre reindirizzava le barre di combustibile esaurito da utilizzare per il trattamento del plutonio per scopi bellici. Alla fine del 2003, la Corea del Nord ha affermato che avrebbe congelato il suo programma nucleare in cambio di ulteriori concessioni americane, ma non è stato raggiunto un accordo finale. La Corea del Nord si è ritirata dal trattato di non proliferazione nucleare (TNP) nel 2003.

#### 2006
Il 9 ottobre 2006, la Corea del Nord ha dimostrato le sue capacità nucleari con il suo primo test nucleare sotterraneo, facendo esplodere un dispositivo a base di plutonio di una resa estimata di 0.2-1 kilotoni. Il test è stato condotto presso il sito di test nucleari di Punggye-ri nella provincia dell'Hamgyong Settentrionale, e in seguito i funzionari dell'intelligence degli Stati Uniti hanno annunciato che l'analisi dei detriti radioattivi nei campioni di aria raccolti pochi giorni dopo il test ha confermato che l'esplosione aveva avuto luogo. Il Consiglio di Sicurezza dell'ONU ha condannato il test e annunciò l'imposizione della Risoluzione 1718.

#### Conseguenze del test nucleare del 2006
Il 6 gennaio 2007, il governo nordcoreano ha ulteriormente confermato di possedere armi nucleari. Nel febbraio 2007, a seguito del processo di disarmo dei colloqui a sei, Pyongyang ha accettato di chiudere il suo principale reattore nucleare. L'8 ottobre 2008, il governo nordcoreano ha vietato agli ispettori dell'IAEA di condurre ulteriori ispezioni del sito.

#### 2009
Il 25 aprile 2009, il governo nordcoreano ha annunciato che gli impianti nucleari del paese erano stati riattivati e che era stato ripristinato il ritrattamento del combustibile esaurito per il plutonio destinato agli armamenti. Il 25 maggio 2009, la Corea del Nord ha condotto il suo secondo test nucleare sotterraneo. L'U.S. Geological Survey ha calcolato la sua origine in prossimità del sito del primo test nucleare. Il test era più potente del precedente, stimato da 2 a 7 kilotoni. Lo stesso giorno, è stato condotto con successo anche un test missilistico a corto raggio.

#### 2010
Nel Maggio 2010, il governo nordcoreano ha affermato di aver eseguito con successo la fusione nucleare. Nonostante l'affermazione sia stata largamente respinta all'epoca, un'analisi dei radioisotopi del 2012 ha suggerito che la Corea del Nord potrebbe aver eseguito due test nucleari che coinvolgono la fusione. Il documento è stato accolto con scetticismo, in quanto la successiva analisi dei dati sismici ha suggerito che non sono stati effettuati test. Nel 2014, uno studio che usava dati sismici ha trovato prove per test nucleari, ma uno studio del 2016 ha respinto ancora una volta le affermazioni sui test nucleari, suggerendo che i dati sismici erano indicativi di un terremoto minore.

#### 2013
Il 12 febbraio, i monitor in Asia hanno rilevato un'attività sismica insolita in una struttura nordcoreana alle 11.57 (2.57 GMT), successivamente determinato come un terremoto artificiale con una magnitudo iniziale 4.9 (poi rivista a 5.1). La Korean Central News Agency ha successivamente detto che il paese aveva fatto esplodere un ordigno nucleare miniaturizzato con "maggiore forza esplosiva” in un test sotterraneo. Secondo il Korea Institute of Geosciences an Mineral Resources, la resa estimate era di 7.7-7.8 kilotoni. Altri ricercatori stimano che la resa sia stata di 12.2 ± 3.8 kilotoni.

### Dichiarazione sulla bomba all'idrogeno di dicembre 2015
Nel dicembre 2015, Kim Jong-un ha suggerito che il paese avesse la capacità di lanciare una bomba all'idrogeno, un dispositivo di potenza considerevolmente maggiore rispetto alle bombe atomiche convenzionali utilizzate nei test precedenti. L'osservazione è stata accolta con scetticismo dalla Casa Bianca e dai funzionari sudcoreani.

#### Primo test della bomba all'idrogeno
Il 6 gennaio, dopo le segnalazioni di un terremoto di magnitudo 5.1 originato nel nord-est della Corea del Nord alle 10:00:01 UTC+8.30, il regime del paese ha rilasciato dichiarazioni di aver testato con successo una bomba all'idrogeno. Non è ancora stato dimostrato che si trattasse effettivamente di una bomba all'idrogeno. Gli esperti hanno messo in dubbio questa affermazione. Un esperto di spie sudcoreane ha suggerito che potrebbe essere stata una bomba atomica e non una all'idrogeno. Esperti in diversi paesi, inclusa la Corea del Sud, hanno espresso dubbi riguardo alla tecnologia dichiarata, a causa delle dimensioni ridotte dell'esplosione. L'analista senior della difesa Bruce W. Bennett dell'organizzazione di ricerca RAND ha dichiarato alla BBC che "Kim Jong-un sta mentendo, dicendo che hanno fatto un test dell'idrogeno quando non è successo, hanno solo usato un'arma a fissione un po' più potente, o l'idrogeno parte del test o la parte di fissione non ha funzionato molto bene”.

#### Conseguenze del presunto test della bomba all'idrogeno
Il 9 marzo 2016, la Corea del Nord ha rilasciato un video di Kim Jong-un che visita una fabbrica di missili. La comunità internazionale era scettica, Karl Dewey di IHS Jane ha affermato che "è possibile che la sfera d'argento sia una semplice bomba atomica”. Inoltre, ha affermato "una bomba all'idrogeno non solo sarebbe in due parti ma avrebbe anche una forma diversa”. Nazioni di tutto il mondo, così come la NATO e ONU, si sono pronunciate contro i test come destabilizzanti, come un pericolo per la sicurezza internazionale e come violazione delle risoluzioni del Consiglio di Sicurezza delle Nazioni Unite. Anche la Cina, uno degli alleati della Corea del Nord, ha denunciato il test.

#### Prima esplosione di test di una testata nucleare
Il 9 settembre 2016, un tremore sismico di 5.3 è stato rilevato dai sismografi nei paesi confinanti, dopo di che la Corea del Nord ha confermato di aver condotto un altro test nucleare. La Corea del Nord ha dichiarato che questo test ha permesso loro di confermare che la testata può essere montata su un missile e di verificarne la potenza. In precedenza si dubitava che la Corea del Nord potesse accoppiare la testata nucleare e il missile assieme, ma gli esperti sudcoreani hanno iniziato a credere che la Corea del Nord potesse raggiungere questo obiettivo entro pochi anni dopo il test nucleare del 9 settembre.

#### 2017
Il 18 febbraio 2017, la Cina ha annunciato che stava sospendendo tutte le importazioni di carbone dalla Corea del Nord come parte del suo sforzo per emanare sanzioni del Consiglio di sicurezza delle Nazioni Unite volte a fermare le armi nucleari del paese e il programma di missili balistici. Il 6 marzo 2017, la Corea del Nord ha lanciato quattro missili balistici da regione di Tongchang-ri verso il Mar di Giappone. Il lancio è stato condannato dalle Nazioni Unite e dalla Corea del Sud. La mossa ha spinto il Segretario di Stato americano Rex Tillerson a intraprendere una missione diplomatica dieci giorni dopo in Giappone, Corea del Sud e Cina, nel tentativo di affrontare l'accresciuta tensione internazionale nella regione. Il 13 aprile 2017, il rappresentante della Casa Bianca Nick Rivero è stato citato dicendo che gli Stati Uniti erano "molto vicini” a impegnarsi in una sorta di rappresaglia nei confronti della Corea del Nord. Il presidente Trump ha commentato la Corea del Nord dicendo che combatteranno la guerra sul terrorismo a qualunque costo.
Il 15 aprile 2017, durante la principale festività annuale anche conosciuta nel paese come il Giorno del Sole, la Corea del Nord ha organizzato una enorme parata militare per commemorare il 105º anniversario della nascita di Kim Il-sung, il fondatore del paese e nonno dell'attuale leader, Kim Jong-un. La parata si è svolta tra calde speculazioni negli Stati Uniti, in Giappone e Corea del Sud che il paese avrebbe anche potenzialmente testato un sesto dispositivo nucleare, ma non è riuscito a farlo.
La parata ha mostrato pubblicamente, per la prima volta, due nuovi contenitori di dimensioni di missili balistici intercontinentali, missili balistici lanciati da sottomarini e una versione terrestre degli stessi.
Il 16 aprile 2017, poche ore dopo la parata militare a Pyongyang, la Corea del Nord ha tentato di lanciare un missile balistico da un sito vicino al porto di Sinpo, sulla costa orientale del paese. Il missile è esploso pochi secondi dopo il lancio.
Più tardi quel mese, dopo una visita a Washington del massimo leader cinese, il Dipartimento di Stato degli Stati Uniti annunciò che la Corea del Nord avrebbe probabilmente dovuto affrontare sanzioni economiche dalla Cina se avesse condotto altri test.
Il 28 aprile 2017, la Corea del Nord ha lanciato un missile balistico non identificato sull'aeroporto di Pukchang, in territorio nordcoreano. È esploso poco dopo il decollo a un'altitudine di circa 70 km.
Il 4 luglio 2017, la Corea del Nord ha lanciato Hwasong-14 dall'aeroporto di Banghyon, vicino a Kusong, in una traiettoria soppalcata che sostiene sia durata 39 minuti per 930 km, atterrando nelle acque della zona economica esclusiva giapponese.
Il comando del Pacifico degli Stati Uniti ha affermato che il missile è rimasto in volo per 37 minuti, il che significa che in una traiettoria standard avrebbe potuto raggiungere tutta l'Alaska, a una distanza di 6.690 km. Prendendo di mira le acque profonde del Mar di Giappone, la Corea del Nord stava assicurando che i subacquei statunitensi o giapponesi avrebbero incontrato difficoltà nel tentativo di recuperare il motore dell'Hwasong-14. Allo stesso modo, la Corea del Nord non stava tentando di recuperare alcun detrito di rientro, il che ha sottolineato la Corea del Sud è un'indicazione che questo primo lancio fosse di un missile balistico intercontinentale che era tutt'altro pronto per il combattimento. A luglio 2017, gli Stati Uniti hanno stimato che la Corea del Nord avrebbe avuto un missile balistico intercontinentale affidabile con capacità nucleare entro l'inizio del 2018. Il 28 luglio, la Corea del Nord ha lanciato un secondo missile balistico intercontinentale, apparentemente più avanzato, con un'altitudine di circa 3.700 km che ha percorso 1000 km in basso; gli analisti stimavano che fosse in grado di raggiungere gli Stati Uniti continentali.
L'ingegnere aerospaziale e analista di armi dott. John Schilling, stima che l'attuale precisione dell'Hwasong-14 del Nord sia scarsa, alle distanze in discussione che minacciano le città degli Stati Uniti. Michael Elleman sottolinea che il veicolo di rientro missilistico del 28 luglio 2017 si è rotto al rientro; sarebbero necessari ulteriori test. L'8 agosto 2017, il Washington Post ha riportato che la Defense Intelligence Agency, in una valutazione riservata, ha dichiarato che la Corea del Nord ha sufficientemente miniaturizzato una testata nucleare per inserirsi in uno dei suoi missili a lungo raggio. Il 12 agosto The Diplomat ha riferito che la Central Intelligence Agency, in un documento riservato di inizio agosto, ha concluso che il veicolo di rientro nel test del 28 luglio dell'Hwasong-14 non è sopravvissuto al rientro atmosferico a causa di un apogeo di 3.700 km che ha causato stress strutturali superiore a quello che avrebbe avuto un missile balistico intercontinentale in una traiettoria di energia minima. La CIA ha anche concluso che il veicolo di rientro nordcoreano è probabilmente abbastanza avanzato da sopravvivere al rientro sotto la normale traiettoria di energia minima. Il 3 settembre 2017, la Corea del Nord, ha affermato di aver testato con successo una bomba termonucleare, nota anche come bomba all'idrogeno. L'attività sismica corrispondente a un terremoto di magnitudo 6.3 è stata segnalata dall'USGS, rendendo l'esplosione circa 10 volte più potente delle precedenti detonazioni del paese. Successivamente la resa della bomba fu stimata in 250 kilotoni, basandosi su ulteriori studi dei dati sismici. Il test è stato segnalato come " un perfetto successo” dalle autorità nordcoreane.
Il Jane's Information Group stima che il carico esplosivo della bomba termonucleare/idrogeno nordcoreana di tipo Teller-Ulam pesi tra 255-360 kilogrammi. Il 20 novembre 2017, il presidente statunitense Donald Trump ha annunciato che la Corea del Nord è stata riclassificata dal Dipartimento di Stato come sponsor del terrorismo. Il Giappone e la Corea del Sud hanno accolto con favore la mossa come metodo per aumentare la pressione sulla Corea del Nord per negoziare la denuclearizzazione.
Il 28 novembre 2017, la Corea del Nord ha lanciato un missile balistico intercontinentale nel primo lancio di questo tipo dal paese in più di due mesi. Il missile, ritenuto dalle forze armate statunitensi essere un missile balistico intercontinentale, è stato lanciato sa Sain Ni e ha volato per circa 1.000 km prima di atterrare nel Mar di Giappone.
Dopo che la Corea del Nord ha affermato che il missile era in grado di "trasportare [una] testata [nucleare] super pesante e colpire l'intera terraferma degli Stati Uniti”, Kim Jong-un ha annunciato di aver "finalmente realizzato la grande causa storica del completamento della forza nucleare statale”, mettendoli in una posizione di forza per spingere gli Stati Uniti ai colloqui.

#### 2019
Nell'agosto 2019 il Giappone ha aumentato la sua stima della capacità di armi nucleari della Corea del Nord in un prossimo Documento bianco annuale sulla difesa, affermando che sembra che Pyongyang abbia raggiunto la miniaturizzazione delle testate. Il rapport della difesa manterrà la tesi del Giappone secondo cui i programmi nucleari e balistici della Corea del Nord rappresentano una "minaccia seria e imminente” alla sua sicurezza in seguito ai recenti incontri tra Donald Trump e il leader coreano, Kim Jong-un, che non sono riusciti a compiere progressi sulla denuclearizzazione.

#### 2020
Bruce Klingner dell'American Heritage Foundation ha stimato, nel giugno 2020, che la Corea del Nord ha probabilmente costruito "otto o più armi nucleari aggiuntive” dal vertice del 2018. Il 10 ottobre 2020, la Corea del Nord ha presentato un enorme missile balistico intercontinentale (ICBM) durante la parata militare per il 75º anniversario del Partito dei Lavoratori della Corea, con la CNN che ha riferito che gli analisti militari ritengono essere uno dei missili balistici più grandi al mondo.
2021
A seguito di un periodo di relativa quiete, la questione nordcoreana pare essere destinata a riaccendersi: secondo un rapporto recente della IAEA, risalente al 30 agosto 2021, il reattore di Yongbyon sarebbe stato rimesso in funzione, chiaro segno di una sua rinnovata attività.

### Produzione di materiale fissile

#### Impianti di plutonio
I reattori nucleari al plutonio nord-coreani si trovano presso il Centro Nucleare di Yongbyon, a circa 90 km a nord di Pyongyang.
Reattori:
- Reattore di ricerca IRT-2000, fornito dall'Unione Sovietica e completato nel 1967. L'uranio irradiato nel reattore venne usato nel 1975, durante il primo esperimento nordcoreano di separazione del plutonio. Nonostante ciò, lo scopo primario del reattore non è la produzione di plutonio e la Corea del Nord ha sempre avuto difficoltà nell'acquisizione del combustibile necessario per mantenere il processo attivo. Il Dipartimento dell'Energia degli Stati Uniti d'America ha stimato che il reattore potrebbe essere stato usato per creare fino a ½ kg di plutonio, mentre il Comitato Misto dell'Energia atomica sostiene che la quantità non superi poche centinaia di grammi.
- Nuovo reattore con capacità di 5 MWe. Questo reattore Magnox moderato a grafite è il principale reattore del paese. Il nucleo è composto da 8000 barre di combustibile e supporta fino a 27/29 kg di plutonio in condizioni ottimali. A metà del 2006, la Riserva di Plutonio Nord-coreana ha stimato che sia in grado di produrre 0.9 grammi di plutonio per megawatt termico al giorno (il materiale necessario per creare una bomba è da 4 a 8 kg) e questo ha portato alla scelta di scaricare il reattore prima che raggiungesse il livello massimo di combustione nel 1994, 2005 e 2007.  Nel 1989, il reattore venne disattivato per un periodo di 70/100 giorni ed è stato stimato che si siano potuti estrarre fino a 15 chili di plutonio.  In situazione normale, un reattore può produrre fino a 6 kg di plutonio per anno, ma deve periodicamente essere disattivato perché le barre di combustibile devono essere estratte per dare inizio al processo di separazione del plutonio. Si alternano quindi periodi di separazione a periodi di produzione di plutonio. Questo processo ha avuto luogo nel 2003 per il primo nucleo e nel 2005 per il secondo.
- Due reattori Magnox da 50 e 200 MWe sono in fase di costruzione a Yongbyon e Taechon. Se venissero completati, il primo potrebbe produrre 60 kg di plutonio all'anno (sufficienti per 10 armi), mentre il secondo arriverebbe a 220 kg (circa 40 armi). I lavori di costruzione di fermarono nel 1994, circa un anno prima di essere completati e nel 2004 le strutture e le tubature erano gravemente danneggiate.
- Struttura di riprocessamento del combustibile, nella quale vengono recuperati l'uranio e il plutonio dal combustibile esausto seguendo il processo PUREX. Nel 1994, la struttura venne chiusa secondo quanto stabilito dal quadro concordato tra USA e RPDC, ma le procedure di riprocessamento per il recupero del plutonio ricominciarono il 25 aprile 2009.

Il 12 marzo 1993, la Corea del Nord espresse la decisione di ritirarsi dal Trattato di non Proliferazione nucleare e di non consentire l'accesso agli impianti agli ispettori dell'Agenzia Internazionale per l'Energia Atomica e già l'anno successivo gli Stati Uniti credevano che il paese avesse riprocessato una quantità di plutonio sufficiente per produrre circa 10 bombe. A causa delle pressioni diplomatiche che seguirono la risoluzione 825 del Consiglio di Sicurezza delle Nazioni Unite e della minaccia di un attacco aereo da parte degli Stati di Uniti, la Corea del Nord decise di interrompere il programma di produzione del plutonio, anche secondo gli accordi con Corea del Sud e Stati Uniti che avrebbero fornito al paese reattori ad acqua leggera e combustibile fino al completamento di quest'ultimi.
Per il funzionamento di tali reattori ad acqua leggera, la Corea del Nord avrebbe dovuto importare dell'uranio arricchito dall'estero, rendendo quindi più facile il tracciamento della quantità consumata e del residuo prodotto, in modo tale da poter controllare che quest'ultimo non venisse usato per produrre plutonio. A causa delle difficoltà negli accordi, però, i reattori non vennero mai completati e, quando nel 2002 i sussidi di combustibile vennero sospesi, la Corea del Nord ricominciò ad usare i vecchi reattori.
Nel 2006, secondo il parlamento sudcoreano, erano 8 i siti a rischio esplosione a causa dei test, sia in atto che futuri, tutti caratterizzati dalla presenza di altre strutture per la produzione di materiali nucleari probabilmente a scopo militare.
- Provincia Hamgyong Settentrionale, 2 siti:
  - Chungjinsi: luogo per la conservazione del combustibile nucleare, base militare e struttura sotterranea non identificata.
  - Kiljugun: zona militare con truppe motorizzate e una struttura sotterranea. Sito del test nucleare del 25 maggio 2009.
  - Phunggyere: sito del test nucleare del 9 ottobre 2006.
- Provincia Changangdo, 1 sito:
  - Kanggyesi: centro di produzione di equipaggiamenti e munizioni dal 1956. Centro dell'intelligence in una struttura sotterranea all'avanguardia.
- Provincia Pyongan Settentrionale, 4 siti:
  - Yongbyonsi: 2 siti. Sede del Centro di Ricerca Nucleare di Yongbyon e della struttura per i test nucleari, nonché di due strutture sotterranee non identificate. È presente un reattore nucleare a grafite ed è un centro di produzione del combustibile nucleare e di conservazione degli scarti.
  - Kusungsi: sede di circa 70 test tra il 1997 e il 2002. È anche presente una struttura sotterranea.
  - Taechongun: luogo di costruzione di una centrale nucleare da 200 MHe. Si pensa ci siano anche altre strutture correlate alle armi nucleari.
- Provincia Pyongan Meridionale, 1 sito:
  - Pyongsungsi: sede dell'Accademia Nazionale delle Scienze e struttura sotterranea dall'uso sconosciuto.

#### Programma di produzione dell'uranio arricchito
Nelle miniere nordcoreane si stima che ci siano circa 4 milioni di tonnellate di uranio minerale. Secondo l'intelligence statunitense, tra il 1990 e il 1996, il primo ministro del Pakistan, Benazir Bhutto, in collaborazione con uno dei migliori scienziati del paese, Abdul Qadeer Khan, fornì alla Corea del Nord delle informazioni chiave sulla produzione dell'uranio arricchito in cambio di nuove tecnologie missilistiche. Nel 2005, il presidente Pervez Musharraf e il Primo Ministro Shaukat Aziz ammise che Khan aveva fornito delle centrifughe e dei progetti allo Corea del Nord. Nel 2008, però, Khan, che aveva precedentemente confessato, ritrattò le sue dichiarazioni, sostenendo di essere stato obbligato dal governo pakistano che l'aveva reso il capro espiatorio. Aggiunse anche che il programma nucleare nordcoreano era molto avanzato ben prima delle sue visite nel paese.
Il programma di produzione dell'uranio arricchito divenne pubblico nell'ottobre 2002, quando gli USA chiesero ufficialmente informazioni alla Corea del Nord, la quale, secondo gli accordi, avrebbe dovuto bloccare i programmi di produzione del plutonio (soprattutto quelli legati ai reattori moderati a grafite) ed eliminare le strutture di arricchimento come stabilito dalla Dichiarazione di Denuclearizzazione della Penisola Coreana sottoscritta da entrambe le Coree. Secondo gli Stati Uniti, quindi, la Corea del Nord aveva esplicitamente violato gli accordi.
Nel dicembre 2002, gli USA persuasero l'Organizzazione per lo Sviluppo Energetico della Penisola Coreana (KEDO) a sospendere i rifornimenti di combustibile, mettendo quindi fine agli accordi. La Corea del Nord rispose annunciando di voler riattivare il programma di riprocessamento del combustibile e la centrale a nord di Pyongyang, per poi cacciare dal paese gli ispettori delle Nazioni Unite e ritirarsi dal Trattato di Non-Proliferazione Nucleare.
Nel 2007, un rappresentante dell'amministrazione Bush, affermò che, nonostante ci fossero alte probabilità che la Corea del Nord fosse venuta in possesso di materiale che sarebbe potuto essere usato per produrre uranio, non si hanno certezze sull'effettiva esistenza di tale programma.
La costruzione della prima struttura sospetta per l'arricchimento dell'uranio iniziò nel 2002 presso un luogo conosciuto come Kangson/Chollima e venne completata nel 2003. La Miniera e lo Stabilimento per la Concentrazione dell'Uranio di Pyongsan è il luogo dove i minerali di uranio vengono purificati per ottenere la yellowcake.
Secondo un reportage della CNN del 15 settembre 2021, la Corea del Nord sta espandendo la sede per l'arricchimento dell'uranio di Yongbyon di oltre 1000 metri quadrati, aggiungendo 1000 centrifughe e aumentando quindi la produzione del 25% annuo. Secondo Jeffrey Lewis, esperto di armi e professore presso il Middlebury Institute of International Studies, se le centrifughe venissero sostituite con altre più all'avanguardia, la produzione subirebbe un incremento ancora più sostanziale.

## Stime e previsioni sulle riserve

### Defense Intelligence Agency
L'8 agosto 2017, il Washington Post pubblicò l'analisi della DIA statunitense, che era giunta alla conclusione che la Corea del Nord fosse riuscita a produrre una piccola testata nucleare e che potesse averne fino a 60 nel suo inventario.
Nel 2019, la DIA stimò che la Corea del Nord avesse accumulato materiale fissile per 65 armi e che il paese annualmente riuscisse a produrre materiale per 12 armi. L'intelligence aggiunse anche che la Corea del Nord fosse riuscita a produrre 30 nuclei di materiale fissile da utilizzare nelle armi nucleari e termonucleari.

### Sigfried S. Hecker
Il 7 agosto 2017, Siegfried S. Hecker, ex direttore del Los Alamos National Laboratory, dopo ripetute visite alle strutture nucleari, stimò che le riserve di uranio arricchito e plutonio fossero sufficienti per 20/25 armi nucleari. Aggiunse anche che la testata nucleare sviluppata dalla Corea del Nord sarebbe stata sufficiente per i missili di medio raggio, ma che per la creazione di missili balistici intercontinentali avrebbe avuto bisogno di più studi e test. Nel 2019, Hecker stimò che le scorte fossero sufficienti per 35/37 armi nucleari.

### Istituto per la Scienza e la Sicurezza Internazionale
Nel 2013, l'Istituto per la Scienza e la Sicurezza Internazionale stimò che le riserve di uranio e plutonio fossero sufficienti per un numero di armi che oscillava tra 12 e 27, per poi aumentare a 14 e 48 nel 2016. Nel 2016, il numero scese a 13/30, ma salì di nuovo a 60 nell'agosto dello stesso anno (per quanto riguarda le armi a uranio, si stima che ogni arma contenga 20 kg di uranio).

### FAS
Nel 2012, la Federation of American Scientists stimò che la Corea del Nord avesse meno di 10 testate al plutonio, per poi affermare nel 2018 che il materiale fissile fosse sufficiente per 30/60 armi nucleari. Confermò però il numero delle testate nucleari, tra 10 e 20, aggiungendo che fossero armi nucleari a fissione singola con capacità di rilascio energetico di 10/20 kiloton.

### Istituto Internazionale di Ricerche per la Pace di Stoccolma
A gennaio 2013, l'Istituto Internazionale di Ricerche per la Pace di Stoccolma stimò che la Corea del Nord avesse dalle 6 alle 8 testate nucleari, per poi aumentare il numero a 20/30 a gennaio 2020.

### Bulletin of the Atomic Scientists
L'8 gennaio 2018, Hans M. Kristensen e Robert S. Norris della Federation of American Scientists affermarono nel Bulletin of the Atomic Scientists che la Corea del Nord avesse sufficiente materiale per costruire dalle 30 alle 60 armi e che ne avesse già assemblate dalle 10 alle 20.

### RECNA
A giugno 2020 il Research Center fo Nuclear Weapons Abolition dell'Università di Nagasaki stimò che la Corea del Nord avesse fino a 35 armi nucleari nel suo arsenale.

## Reazioni internazionali
Nel 1990 gli USA stabilirono degli Accordi per congelare il programma nucleare nordcoreano nel tentativo di denuclearizzare l'intera penisola. Gli accordi saltarono nel 2002, quando venne alla luce il programma segreto per la produzione di uranio arricchito, dopo che la Cina convocò il six-party talks. Il six-party talks più volte mise in stallo il programma nucleare nordcoreano e portò a un aumento delle sanzioni internazionali ai danni della RPDC, tra cui alcune imposte anche dal Consiglio di Sicurezza delle Nazioni Unite. Nel 2018 il presidente sudcoreano Moon Jae-In e quello statunitense Donald Trump parteciparono a diversi summit con Kim Jong-Un, al termine dei quali si ebbero diverse dichiarazioni in favore della denuclearizzazione della penisola.

## Ispezioni internazionali
Il 31 ottobre 2018, il legislatore sudcoreano Kim Min-ki del Partito Democratico di Corea rivelò che alcuni ufficiali dell'intelligence sudcoreana avevano esaminato diversi siti nucleari nordcoreani ed erano quindi pronti per l'ispezione internazionale. Inoltre, aggiunse che anche il sito nucleare inattivo di Punggye e la stazione di lancio satelliti di Soahe erano stati controllati. L'ispezione internazionale si tenne in contemporanea con l'accordo di Pyongyang nel settembre 2018 e il leader Kim Jung-un accettò di chiudere la stazione di Sohae e di permettere agli esperti di assistere alle operazioni di smantellamento, non solo della stazione, ma anche di altri siti. Yongbyon, la principale centrale nucleare del paese, è rimasta inattiva negli ultimi tempi, ma non è ancora completamente chiusa.

## Centrali elettronucleari
Tutti i dati della tabella sono aggiornati a marzo 2010
| REATTORI OPERATIVI |                    |           |                    |                             |                                    |                 |
| NOTA: La normativa in vigore prevede la possibilità di sostituzione e/o aumento del parco reattori al termine del ciclo vitale degli impianti ancora in funzione. Non sono previsti reattori per la generazione di energia elettrica a causa di sanzioni internazionali |                    |           |                    |                             |                                    |                 |
| Centrale | Potenza netta (MW) | Tipologia | Inizio costruzione | Allacciamento alla rete     | Dismissione (prevista)             | Costo           |
| Totale: 0 reattori per complessivi 0 MW |                    |           |                    |                             |                                    |                 |
| REATTORI IN COSTRUZIONE |                    |           |                    |                             |                                    |                 |
| Centrale | Potenza netta (MW) | Tipologia | Inizio costruzione | Fine costruzione (prevista) | Allacciamento alla rete (prevista) | Costo (stimato) |
| Totale: 0 reattori per complessivi 0 MW |                    |           |                    |                             |                                    |                 |
| REATTORI PIANIFICATI E IN FASE DI PROPOSTA |                    |           |                    |                             |                                    |                 |
| Totale programmati: 0 reattori per complessivi 0 MW Totale proposti: 1 reattori per oltre 950 MW complessivi |                    |           |                    |                             |                                    |                 |
| REATTORI DISMESSI |                    |           |                    |                             |                                    |                 |
| Nessuno |                    |           |                    |                             |                                    |                 |